# 조에족

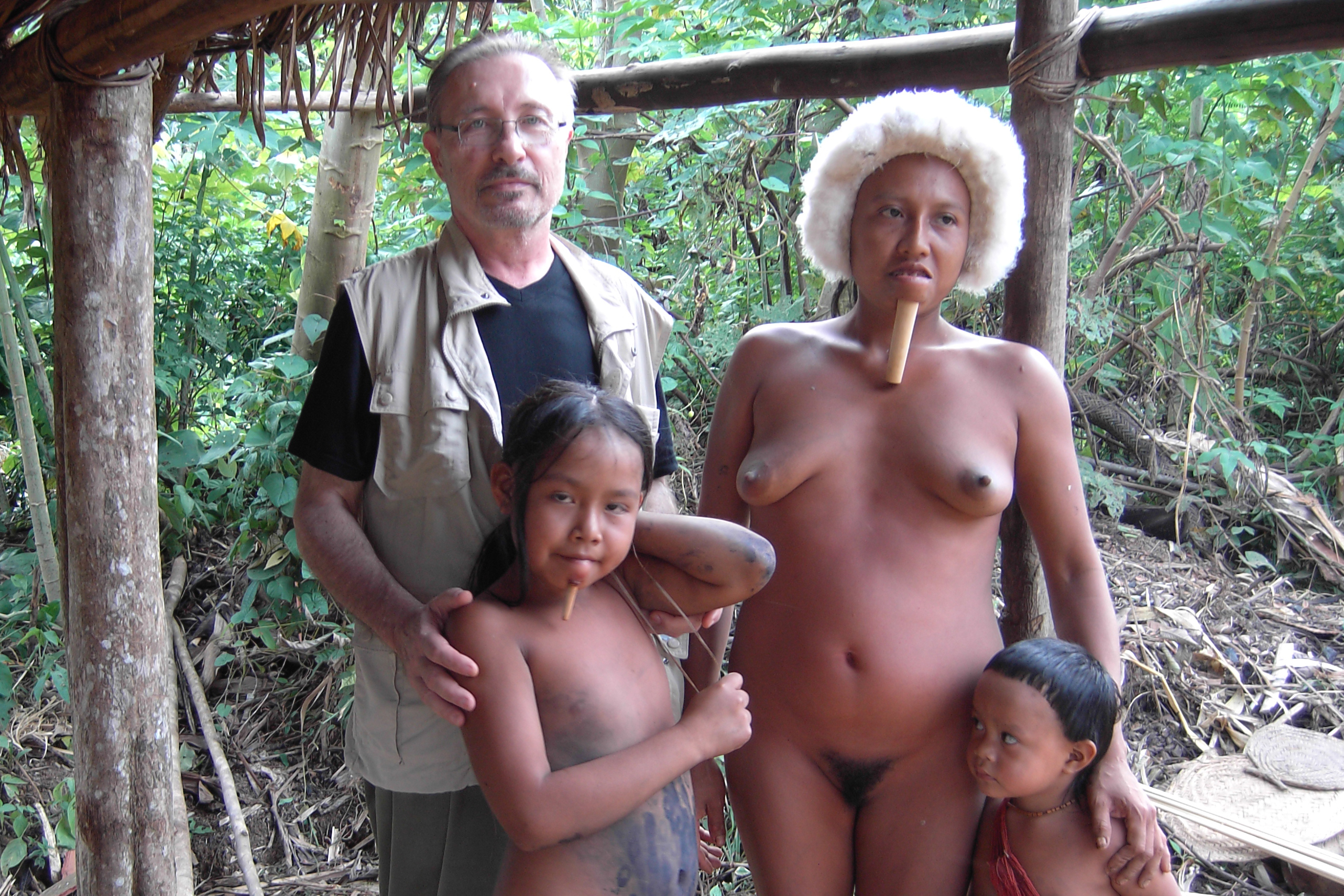

조에족(Zo'é)은 브라질 파라주(Pará) 오비두스(Óbidos) 지자체의 쿠미나페네마(Cuminapanema) 강 유역에 사는 원주민 부족으로, 투피-과라니어 계통의 조에어를 사용한다. 2010년 기준 인구는 256명이다.
"Zo'é"는 "우리"라는 뜻으로, 외부인이나 적에 대비시켜 자신들을 가리키는 말이다. Poturu, Poturujara, Buré 등으로도 알려져 있는데, 포투루(Poturu)는 이들이 나뭇조각으로 아랫입술을 뚫어 차고 다니는 피어싱 장식을 가리킨다.
대한민국에서는 2009년에 MBC에서 제작, 방영한 《아마존의 눈물》에 등장한 것으로 잘 알려져 있다.